# Скін (музикантка)
Дебора Енн Даєр, ОБІ, відома як Skin (англ. Deborah Anne Dyer; нар. 3 серпня 1967, Лондон) — британська співачка, авторка пісень і діджейка електронної музики. Найбільш відома як солістка гурту Skunk Anansie і привернула увагу своїм потужним голосом, сопрано широкого діапазону, та разючим виглядом.
2015 року на один сезон увійшла до складу журі італійської версії талант-шоу The X Factor, а в 2016 році була на обкладинці британського лесбійського журналу Diva.
2018 року після випуску нових пісень та гастролей зі Skunk Anansie Скін була представлена як одна із зірок обкладинки спеціального випуску журналу Classic Rock «She Rocks» і перед святкуванням 25-річчя Skunk Anansie отримала нагороду Inspirational Artist Award на Music Week Awards. У листопаді вона з'явилася на обкладинці журналу Kerrang!.
2021 року за заслуги в музичній галузі нагороджена Орденом Британської імперії. 2022 року була визнана телеканалом Sky Arts однією з 20 найвпливовіших людей мистецтва останнього півстоліття і стала лауреаткою Icon Award від журналу Attitude.

| ...такі жінки, як Скін, Наташа Атлас, Йоланда Чарльз і Деббі Сміт, тепер виступають важливими рольовими моделями для майбутніх поколінь чорних жінок |
| — Мевіс Бейтон, «Frock Rock» |

## Життєпис
Дебора Енн Дайер народилася 3 серпня 1967 року в Брікстоні, Лондон, у родині ямайців. Її батько служив у Королівських ВПС, а пізніше працював на нафтових платформах. Її мати була медсестрою, перш ніж зайняти державну посаду в екологічному департаменті. Вона описує своїх батьків як «дуже суворих, дуже ямайських». 6-річною вона переїхала до дідуся, який керував нічним клубом у підвалі, де, як вона згадує, «завжди була музика та ром» і плакати Боба Марлі та Мухаммеда Алі, які її надихнули. За кілька років по тому почала писати пісні. У дитинстві вона хотіла бути піаністкою. У 14 років прочитала «Макбета», пізніше заявивши, що їй подобалася «заплутаність і складність п’єси Шекспіра».
Скін здобула в Університеті Тіссайд бакалаврський ступінь (з відзнакою) в галузі архітектури й дизайну інтер’єру 1989 року й почесний ступінь магістра мистецтв 2000 року.

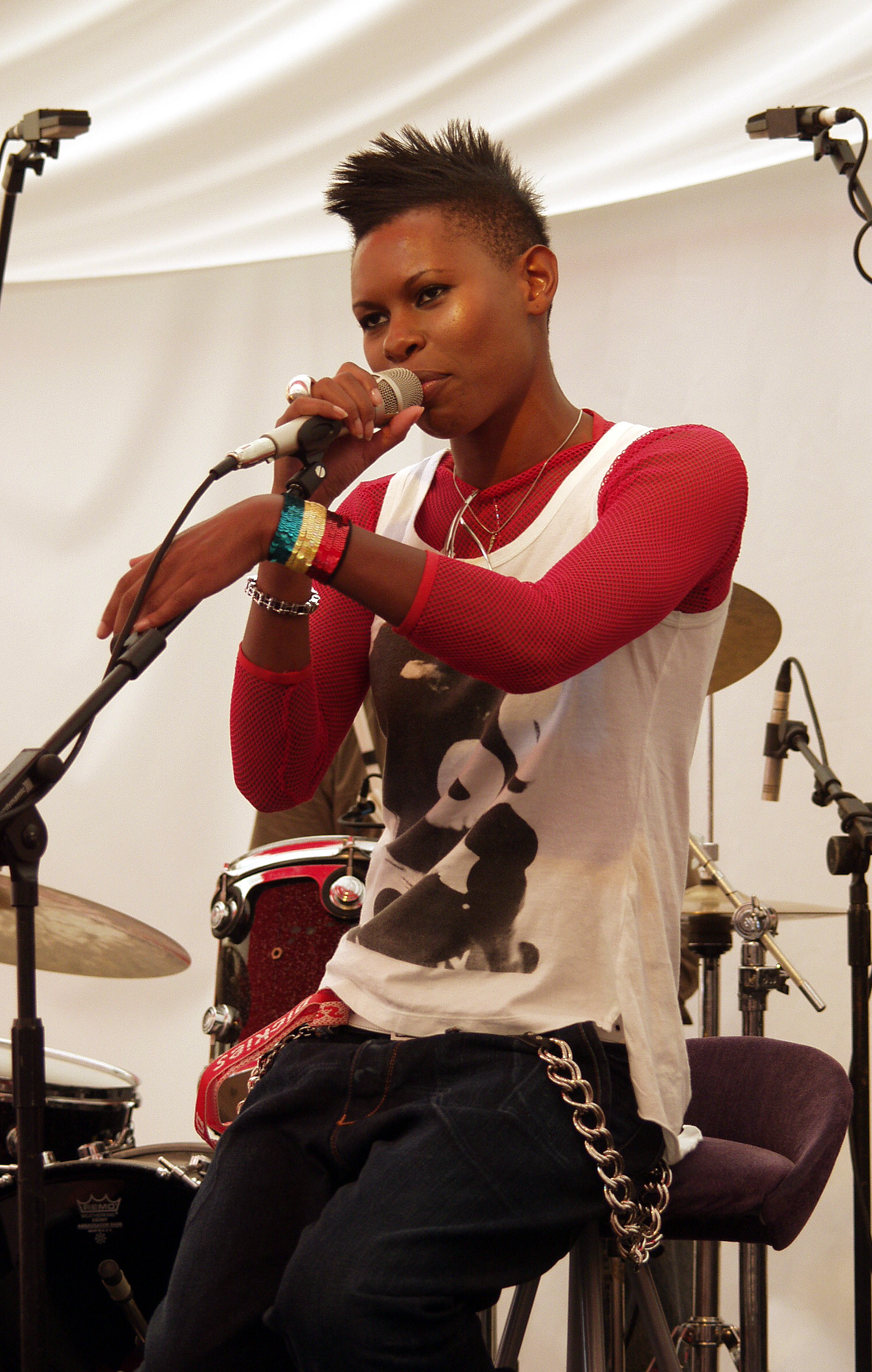
Сольний виступ, 2003 р.

2011 року Скін виступила з діджейським сетом у Києві. Наступного року її визнали третьою з найвидатніших рок-співачок слухачі британського радіо XFM.
Скін є відкритою квірною особою. У 2013 році вона вступила в цивільне партнерство з Крістіаною Вайлі, дочкою американського мільярдера Сема Вайлі. У 2015 році пара розлучилася. У вересні 2020 року Скін оголосила про заручини з перформеркою і продюсеркою Ледіфаг, яка в листопіді 2021 року народила первісту пари Лів Лайлу.
Після референдуму про членство Сполученого Королівства в Європейському Союзі в 2016 році Скін у численних інтерв'ю виступала проти Brexit та його наслідків у вигляді зростання расизму, нестачі робочої сили та зубожіння британської культури.
У жовтні 2020 року почала вести недільну вечірню радіопрограму «The Skin Show» на радіо Абсолют.
У січні 2021 року обійняла посаду канцлерки Університету мистецтв Лідса. Того ж року почала вести подкаст «Skin Tings» і була призначена офіцеркою Ордена Британської імперії за заслуги в музичній галузі.
Після оголошення результатів виборів в Італії 2022 року Скін сказала, що вона розчарована тим, що італійський народ проголосував за Джорджу Мелоні, і сказала, що Італія знову «тоне до фашизму».

## Твори

### Дискографія (альбоми)
- Fleshwounds[en] (2003)
- Fake Chemical State[en] (2006)

#### Skunk Anansie
- Paranoid & Sunburnt[en] (1995)
- Stoosh[en] (1996)
- Post Orgasmic Chill[en] (1999)
- Wonderlustre[en] (2010)
- Black Traffic[en] (2012)
- Anarchytecture[en] (2016)

#### Гостьова участь
- Вокал у пісні "Carmen Queasy" із сольного альбому Максима (з The Prodigy) 2000 року, Hell's Kitchen – номер 33 у британському чарті
- Вокал у пісні "Licking Cream" із другого альбому Sevendust Home
- Вокал у пісні "You Can't Find Peace" від Pale3, яка була знята для фільму Тома Тиквера Der Krieger und die Kaiserin (Принцеса і воїн)
- Вокал у пісні "Good Times", Ед Кейс – номер 68 у британському чарті
- Вокал у пісні "If This Ain't Love" Еріка Морілло та Едді Тоніка – випущено 2012
- Співає вокал для "Still Standing" з Unity – офіційного альбому Олімпійських ігор в Афінах 2004 року
- Виконує «Kill Everything» в OST L'Empire des Loups
- Записує вокал у «La Canzone Che Scrivo Per Te» в альбомі «Che Cosa Vedi» Марлен Кунц
- Записує вокал у "Stagioni D'Amore" (Seasons of Love) з акторського альбому для італійського виробництва Rent
- Вокал у пісні «Meat» з альбому Тоні Айоммі «Iommi»
- Вокал на "Comfort of Strangers" на OST до Timecode
- Бере участь у благодійному синглі "It's Only Rock And Roll"
- "Not an Addict" (з K's Choice) – живий виступ на Pinkpop 1996
- «Army of Me» (з Б'єрк) – жива версія на Top of the Pops, 5 травня 1995 р.
- «Anti Love Song» (кавер на Бетті Девіс; прямий ефір на Taratata з Ленні Кравіцем)
- Вокал у "Nothing Matters" Марка Найта.